# گرت دیلاهانت
گرت دیلاهانت (به انگلیسی: Garret Dillahunt) (زاده ۲۴ نوامبر ۱۹۶۴) بازیگر اهل آمریکا است. او با میشل هارد هنرپیشه ازدواج کرده است. از سال ۲۰۱۰، او نقش برت چنس در سریال تولید شبکه فاکس به نام «داستان زندگی هوپ» را ایفا کرده است.
او در فیلم سرجیو، ارتش مردگان، نویسنده بد، ویلمن و مومن بازی کرده است.